# 谭纶墓
谭纶墓位于中国江西省抚州市宜黄县二都镇帘前村鹿塘村庞家畲，2013年被列为第七批全国重点文物保护单位。
谭纶（1520～1577年），宜黄县谭坊人，是明朝名臣，卒赠太子太保、谥襄敏。谭纶墓建于明万历七年（1579年），由门楼、祭道、牌坊、神道、墓体五个部分组成，占地面积3000平方米，建筑面积1000平方米。